# Андронік IV Палеолог
Андронік IV Палеолог (грец. Ἀνδρόνικος Δ' Παλαιολόγος; 11 квітня 1348 — 28 червня 1385) — імператор Візантійської імперії з 1376 по 1379. Старший син імператора Іоанна V та Олени Кантакузини, брат Мануїла II.
Андронік IV Палеолог повстав проти свого батька після того як Візантія 1376 року потрапила в залежність до османів під проводом Мурада І. Андронік об'єднується з сином Мурада, який також повстає проти батька. Повстання не видалося успішним, і Мурад осліплив свого сина і вимагав також від Іоанна зробити те саме. Однак Іоанн V Палеолог осліпив сина лише на одно око.
У 1376 році генуезці допомагають Андроніку IV втекти з в'язниці й перебрати владу в Константинополі. Венеція відразу напала на Візантію і 1379 року скинула з трону Андроніка, відновлюючи владу його батька — Іоанна. У 1385 році Андронік знову спробував повстати, однак також без успіху.
Від своєї дружини Марії, дочки царя Болгарії Івана Александра і другої дружини — Теодори Волоської, Андронік IV мав декілька дітей, включаючи Івана VII Палеолога — імператора у 1390 році.